# Sithathoriunet
Sithathoriunet (cujo nome significa filha de Hathor de Dendera) foi uma princesa egípcia da 12ª Dinastia.
É conhecida principalmente por seu local de sepultamento em El Lahun, onde foi encontrado um tesouro em joias reais. É provável que tenha sido filha de Sesóstris II, já que sua tumba foi localizada ao lado da pirâmide deste faraó. Se confirmado, isso faria dela uma das cinco crianças conhecidas e uma das três filhas de Sesóstris II — os outros filhos seriam Sesóstris III, Senusretseneb, Itakayt e Nofret.
Sithathoriunet foi enterrada no complexo de pirâmides de Kahun. Presume-se que ela tenha falecido durante o reinado de Amenemés III, pois objetos com o nome desse faraó foram encontrados em sua tumba. Seu nome e seus títulos sobreviveram graças às inscrições em seus jarros canópicos e em um vaso de alabastro encontrado no local.
A tumba foi escavada em 1914 por Flinders Petrie e Guy Brunton. Embora tenha sido saqueada na antiguidade, uma cavidade passou despercebida pelos ladrões. Nela, estavam restos de várias caixas contendo joias e objetos de uso pessoal, como navalhas, um espelho e vasos. As joias encontradas nesse local são consideradas algumas das peças de mais alta qualidade já descobertas em tumbas do Egito Antigo.
Entre os achados estavam dois peitorais, um com o nome de Sesóstris II e outro com o de Amenemés III, além de uma coroa e vários braceletes com o nome de Amenemés III. A maioria dos objetos é feita de ouro com incrustações de pedras preciosas (técnica cloisonné). Atualmente, a maioria desse tesouro está no Museu Metropolitano de Arte, em Nova York, enquanto a coroa está preservada no Museu Egípcio do Cairo.

## Galeria

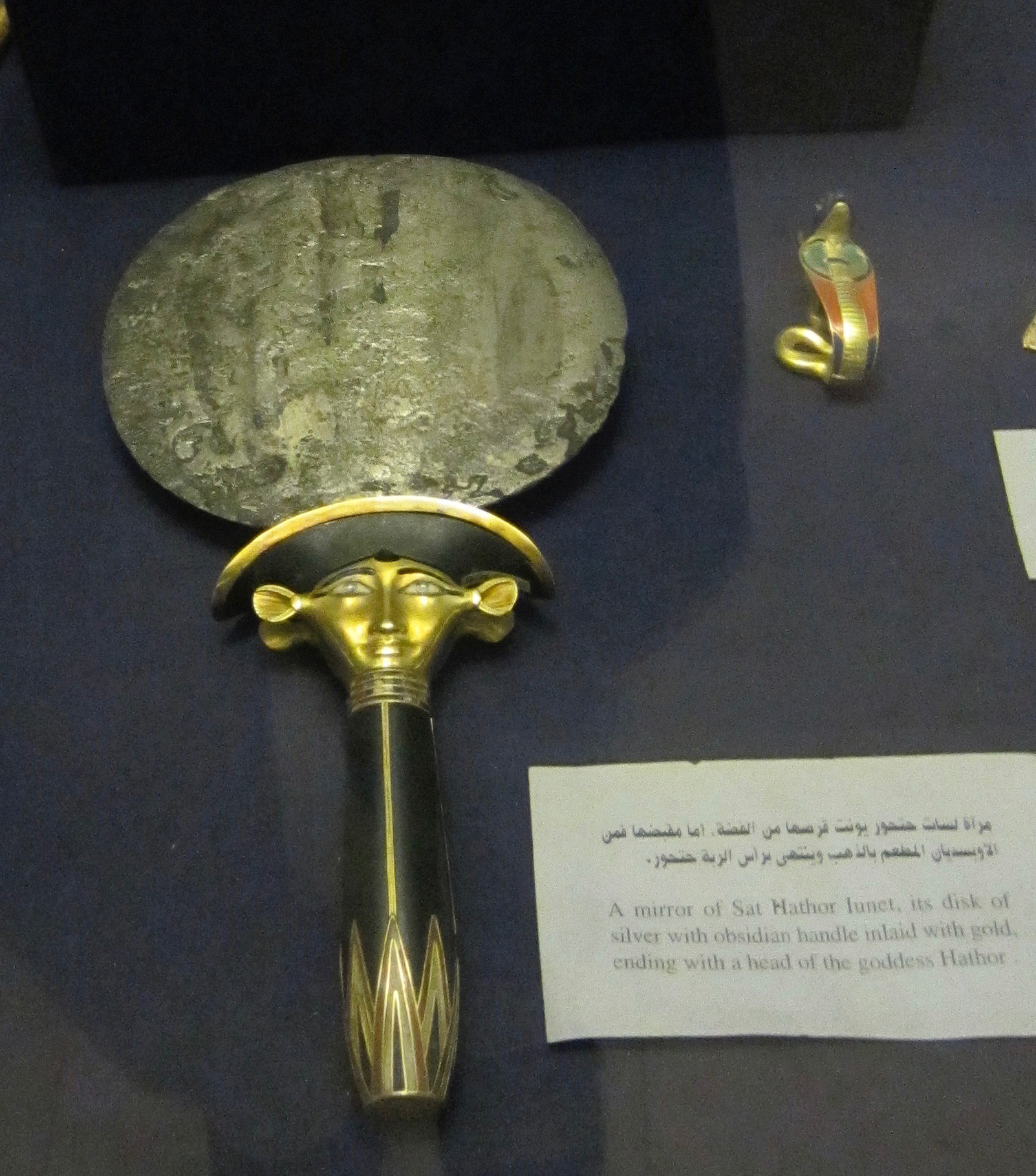
Espelho de prata de Sithathoriunet
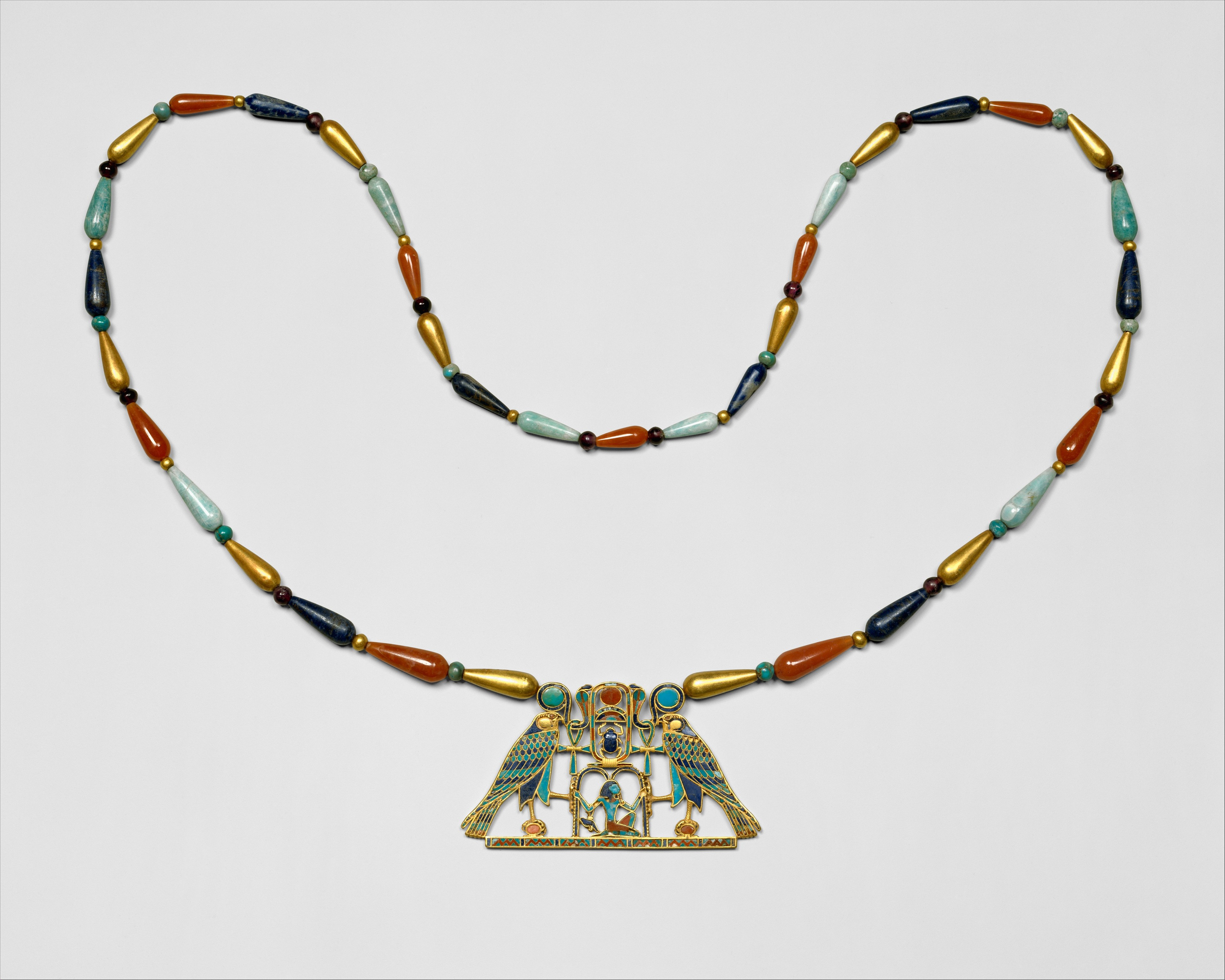
Peitoral e colar de Sithathoriunet; circa 1887–1813 BC; ouro, cornalina, lápis-lazúli, turquesa, granada e feldspato
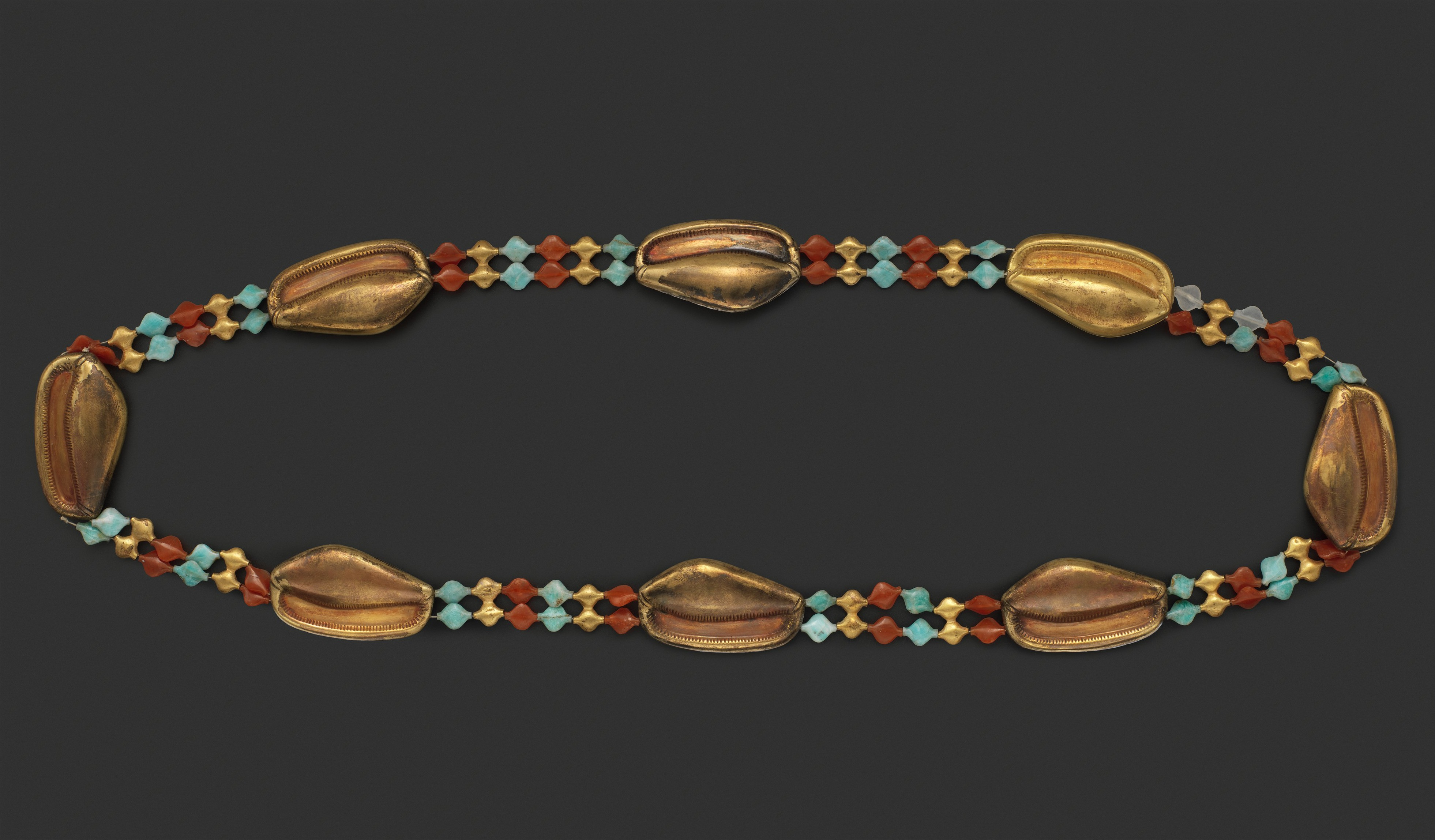
Pulseira de búzios de Sithathoriunet
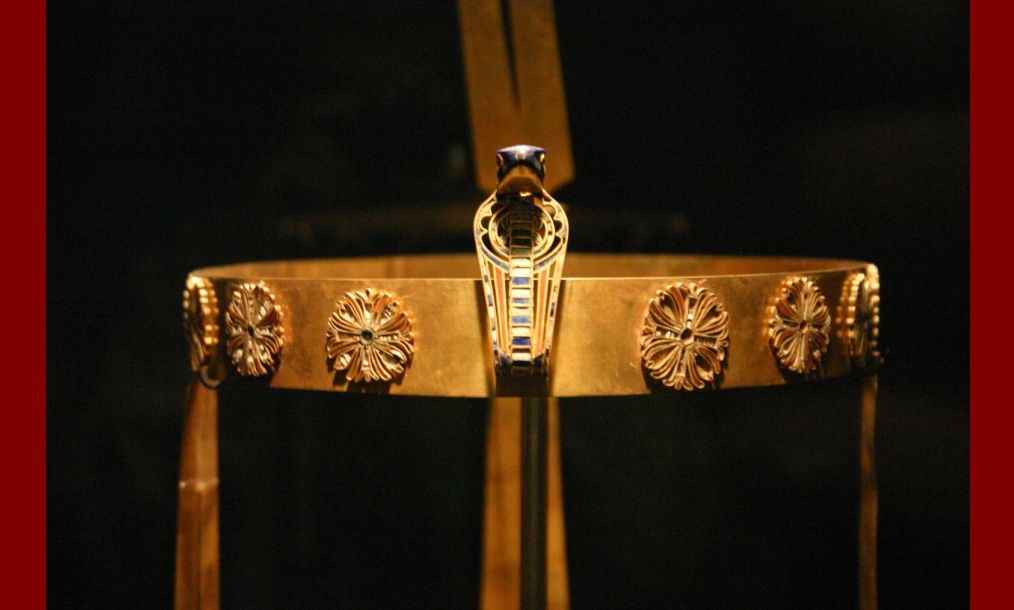
Coroa de Sithathoriunet